# Ritratto di Sebastian de Morra
Sebastian de Morra è un dipinto a olio su tela (106x81 cm) realizzato nel 1644 circa dal pittore Diego Velázquez.
È conservato nel Museo del Prado.
Sebastian de Morra era un nano buffone di corte, storpio dalla nascita. Velázquez lo ritrasse seduto, in una posizione che ricorda i burattini, con un'espressione severa e triste che contrasta con la sua professione, quasi a voler dar voce al tormento dell'uomo.